# Bassersdorf
Bassersdorf is een gemeente en plaats in het Zwitserse kanton Zürich, en maakt deel uit van het district Bülach. Bassersdorf telt 9817 inwoners.

## Geboren
- Elsie Attenhofer (1909-1999), actrice